# Distretto di Dolj
Il distretto di Dolj (in romeno Județul Dolj) è uno dei 41 distretti della Romania, ubicato nella regione storica dell'Oltenia.

## Centri principali
| Comune                  | Abitanti |
| ----------------------- | -------- |
| Craiova                 | 302.601  |
| Băilești                | 19.992   |
| Filiași                 | 18.944   |
| Calafat                 | 18.258   |
| Dăbuleni                | 13.256   |
| Poiana Mare             | 11.848   |
| Sadova                  | 8.492    |
| Segarcea                | 8.266    |
| Dati del 1º luglio 2007 |          |

## Geografia antropica
Il distretto è composto da 3 municipi, 4 città e 104 comuni.

### Municipalità
- Craiova
- Băilești
- Calafat

### Città
- Bechet
- Dăbuleni
- Filiași
- Segarcea

### Comuni
- Afumați
- Almăj
- Amărăștii de Jos
- Amărăștii de Sus
- Apele Vii
- Argetoaia
- Bârca
- Bistreț
- Botoșești-Paia
- Brabova
- Braloștița
- Bratovoești
- Brădești
- Breasta
- Bucovăț
- Bulzești
- Calopăr
- Caraula
- Carpen
- Castranova
- Catane

- Călărași
- Cârcea
- Cârna
- Celaru
- Cerăt
- Cernătești
- Cetate
- Cioroiași
- Ciupercenii Noi
- Coșoveni
- Coțofenii din Dos
- Coțofenii din Față
- Daneți
- Desa
- Dioști
- Dobrești
- Dobrotești
- Drăgotești
- Drănic
- Fărcaș
- Galicea Mare

- Galiciuica
- Gângiova
- Ghercești
- Ghidici
- Ghindeni
- Gighera
- Giubega
- Giurgița
- Gogoșu
- Goicea
- Goiești
- Grecești
- Ișalnița
- Izvoare
- Întorsura
- Leu
- Lipovu
- Maglavit
- Malu Mare
- Măceșu de Jos
- Măceșu de Sus

- Mârșani
- Melinești
- Mischii
- Moțăței
- Murgași
- Negoi
- Orodel
- Ostroveni
- Perișor
- Pielești
- Piscu Vechi
- Plenița
- Pleșoi
- Podari
- Poiana Mare
- Predești
- Radovan
- Rast
- Robănești
- Rojiște
- Sadova

- Sălcuța
- Scăești
- Seaca de Câmp
- Seaca de Pădure
- Secu
- Siliștea Crucii
- Sopot
- Șimnicu de Sus
- Tălpaș
- Teasc
- Terpezița
- Teslui
- Țuglui
- Unirea
- Urzicuța
- Valea Stanciului
- Vârtop
- Vârvoru de Jos
- Vela
- Verbița